# Пекинский национальный плавательный комплекс
Пекинский национальный плавательный комплекс, известный также как Водяной куб (кит. упр. 国家游泳中心, пиньинь Guójiā Yóuyǒng Zhōngxīn) — построен к Олимпиаде 2008 года в Пекине. Центр расположен в Олимпийском парке рядом с Пекинским национальным стадионом «Птичье гнездо». На его территории находится аттракционы, 13 водных горок, СПА-зона, бассейн с волнами, высота которых достигает 2 метра, «Ленивая речка».

## Конструкция

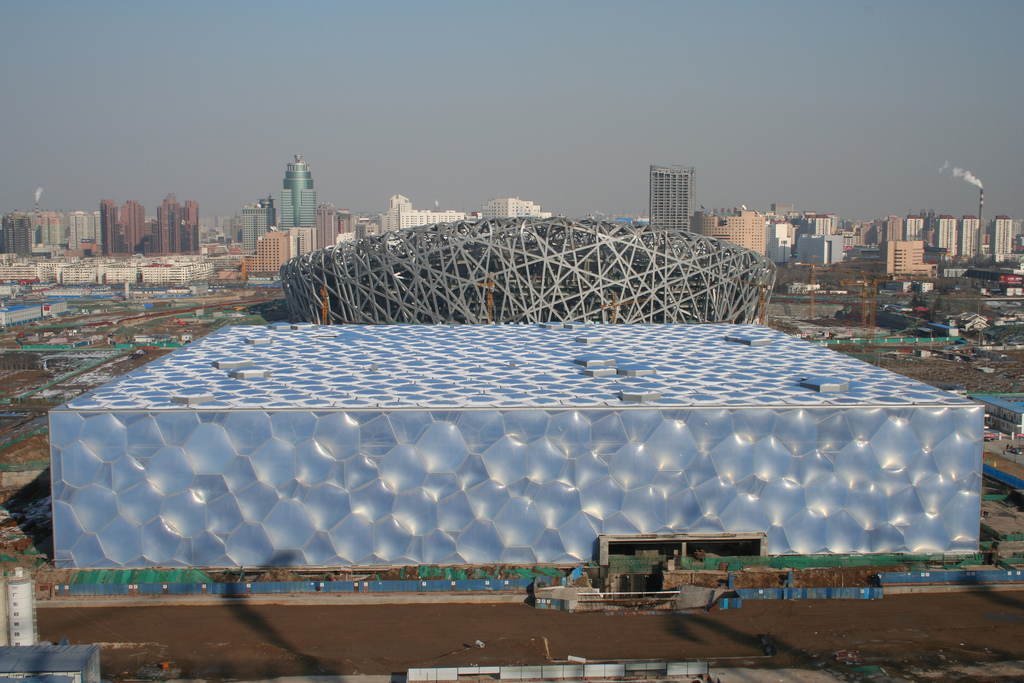

«Водяной куб», уникальное по своей сути сооружение, был построен австралийской компанией PTW к Олимпиаде 2008. Общая площадь комплекса составляет около 70 тыс. м². В конструкции были использованы элементы, внешне напоминающие кристаллическую решётку из водных пузырьков, которые, однако, обладают высокой прочностью и небольшой удельной массой. Материал, из которого изготовлены детали, был разработан специально для этой постройки.
В плавательном центре была решена проблема энергоснабжения. Поверхность здания принимает солнечную энергию, переводя её на подогрев воды и помещения. А в жаркое летнее время, благодаря отражающему покрытию внутри кристаллов, температура не поднимается до высоких значений. В планах пекинских властей освободить комплекс от снабжения водой, которая является дефицитом в столице Китая. «Водяной куб» будет собирать на свою широкую крышу дождевую воду и использовать её для бассейнов.

## Олимпиада 2008
Пекинский национальный плавательный комплекс был предназначен для трёх видов спорта: прыжков в воду, синхронного и других видов плавания.
Благодаря популярности новых типов купальников LZR Racer фирмы Speedo, национальный плавательный комплекс увидел 25 мировых рекордов на Олимпиаде в Пекине.

## Олимпиада 2022
На время проведения XXIV Зимних Олимпийских игр «Водяной куб» превратится в «Ледяной куб», здесь пройдут соревнования по кёрлингу.

## Интересные факты
Внешняя стена представляет собой структуру Вэйра — Фелана, то есть идеальную пену, состоящую из одинаковых ячеек с минимальной поверхностью.